# Куп победника купова у фудбалу 1978/79.
Куп победника купова 1978/1979. је било деветнаесто издање клупског фудбалског такмичења које је организовала УЕФА.
Такмичење је трајало од септембра 1978. дo 16. маја 1979. године. Барселона је у финалу била успешнија од Фортуне из Диселдорфа и освојила први трофеј Купа победника купова. Финална утакмица одиграна је на Стадиону Сент Јакоб у Базелу. Најбољи стрелац такмичења био је нападач Интера Алесандро Алтобели са 7 постигнутих голова.

## Резултати

### Први круг
| Меч | Клуб                  | Држава      | укупан рез. | Држава          | Клуб              | 1. утак. | 2. утак. |
| --- | --------------------- | ----------- | ----------- | --------------- | ----------------- | -------- | -------- |
| 1   | АЗ Алкмар             | Холандија   | 0:2         | Енглеска        | Ипсвич Таун       | 0:0      | 0:2      |
| 2   | Заглебје Сосновјец    | Пољска      | 3:4         | Аустрија        | Вакер Инзбрук     | 2:3      | 1:1      |
| 3   | Барселона             | Шпанија     | 4:1         | СССР            | Шахтар            | 3:0      | 1:1      |
| 4   | Флоријана             | Малта       | 1:8         | Италија         | Интер Милано      | 1:3      | 0:5      |
| 5   | Боде/Глимт            | Норвешка    | 4:2         | Луксембург      | Унион Луксембург  | 4:1      | 0:1      |
| 6   | Ријека                | СФРЈ        | 3:2         | Велс            | Рексем            | 3:0      | 0:2      |
| 7   | Беверен               | Белгија     | 6:0         | Северна Ирска   | Балимина јунајтед | 3:0      | 3:0      |
| 8   | Универзитатеа Крајова | Румунија    | 4:5         | Западна Немачка | Фортуна Диселдорф | 3:4      | 1:1      |
| 9   | Марек Дупница         | Бугарска    | 3:5         | Шкотска         | Абердин           | 3:2      | 0:3      |
| 10  | ПАОК                  | Грчка       | 2:4         | Швајцарска      | Сервет            | 2:0      | 0:4      |
| 11  | Фрем                  | Данска      | 2:4         | Француска       | Нанси             | 2:0      | 0:4      |
| 12  | Валур                 | Исланд      | 1:5         | Источна Немачка | Магдебург         | 1:1      | 0:4      |
| 13  | Ференцварош           | Мађарска    | 4:2         | Шведска         | Калмар            | 2:0      | 2:2      |
| 14  | Спортинг Лисабон      | Португалија | 0:2         | Чехословачка    | Бањик Острава     | 0:1      | 0:1      |
| 15  | Шамрок роверси        | Велс        | 3:0         | Кипар           | АПОЕЛ             | 2:0      | 1:0      |
| 16  | Андерлехт             | Белгија     | слободан    |                 |                   |          |          |

### Други круг
| Меч | Клуб              | Држава          | укупан рез.    | Држава    | Клуб           | 1. утак. | 2. утак.    |
| --- | ----------------- | --------------- | -------------- | --------- | -------------- | -------- | ----------- |
| 1   | Андерлехт         | Белгија         | 3:3 1:4 (пен.) | Шпанија   | Барселона      | 3:0      | 0:3         |
| 2   | Интер Милано      | Италија         | 7:1            | Норвешка  | Боде/Глимт     | 5:0      | 2:1         |
| 3   | Ријека            | СФРЈ            | 0:2            | Белгија   | Беверен        | 0:0      | 0:2         |
| 4   | Фортуна Диселдорф | Западна Немачка | 3:2            | Шкотска   | Абердин        | 3:0      | 0:2         |
| 5   | Сервет            | Швајцарска      | 4:3            | Француска | Нанси          | 2:1      | 2:2         |
| 6   | Магдебург         | Источна Немачка | 2:2(п.г.г.)    | Мађарска  | Ференцварош    | 1:0      | 1:2         |
| 7   | Ипсвич Таун       | Енглеска        | 2:1            | Аустрија  | Вакер Инзбрук  | 1:0      | 1:1(п.с.н.) |
| 8   | Бањик Острава     | Чехословачка    | 6:1            | Ирска     | Шамрок роверси | 3:0      | 3:1         |

### Четвртфинале
| Меч | Клуб              | Држава          | укупан рез.  | Држава       | Клуб          | 1. утак. | 2. утак. |
| --- | ----------------- | --------------- | ------------ | ------------ | ------------- | -------- | -------- |
| 1   | Ипсвич Таун       | Енглеска        | 2:2 (п.г.г.) | Шпанија      | Барселона     | 2:1      | 0:1      |
| 2   | Интер Милано      | Италија         | 0:1          | Белгија      | Беверен       | 0:0      | 0:1      |
| 3   | Фортуна Диселдорф | Западна Немачка | 1:1(п.г.г.)  | Швајцарска   | Сервет        | 0:0      | 1:1      |
| 4   | Магдебург         | Источна Немачка | 4:5          | Чехословачка | Бањик Острава | 2:1      | 2:4      |

### Полуфинале
| Меч | Клуб              | Држава          | укупан рез. | Држава       | Клуб          | 1. утак. | 2. утак. |
| --- | ----------------- | --------------- | ----------- | ------------ | ------------- | -------- | -------- |
| 1   | Барселона         | Шпанија         | 2:0         | Белгија      | Беверен       | 1:0      | 1:0      |
| 2   | Фортуна Диселдорф | Западна Немачка | 4:3         | Чехословачка | Бањик Острава | 3:1      | 1:2      |

### Финале
| Меч | Клуб      | Држава  | укупан рез. | Држава          | Клуб              |
| --- | --------- | ------- | ----------- | --------------- | ----------------- |
| 1   | Барселона | Шпанија | 4:3(п.с.н.) | Западна Немачка | Фортуна Диселдорф |

| Освајач Купа победника купова у фудбалу 1978/79. |
| ------------------------------------------------ |
| Барселона 1. Титула                              |